# Charles Montier
Pour les articles homonymes, voir Montier.
Charles Pierre Élie Montier (28 juin 1879 à Naples - 18 juin 1952 à Asnières), dit Le Sorcier, était un concessionnaire et constructeur automobile français devenu pilote, entre autres spécialiste alors de courses de côte.

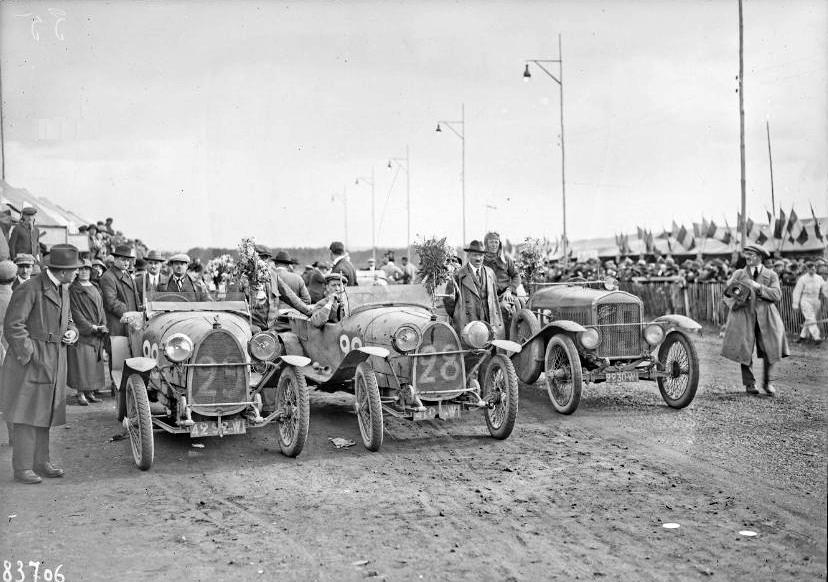
à droite: Montier Special no 19 de Charles Montier et Albert Ouriou, aux 24 heures du Mans 1923 (14e à l'arrivée).

## Biographie

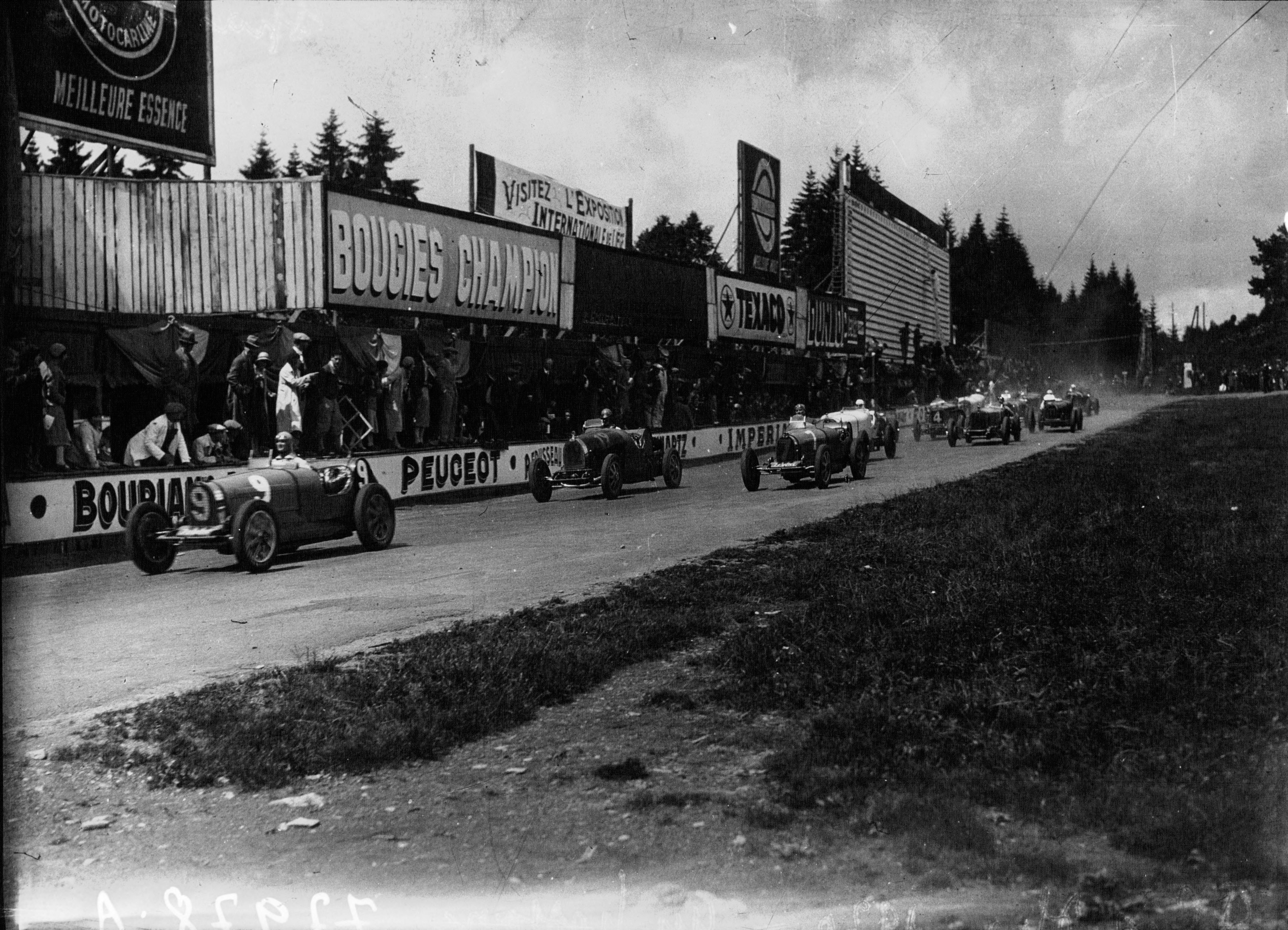
Départ du GP de Belgique 1930.

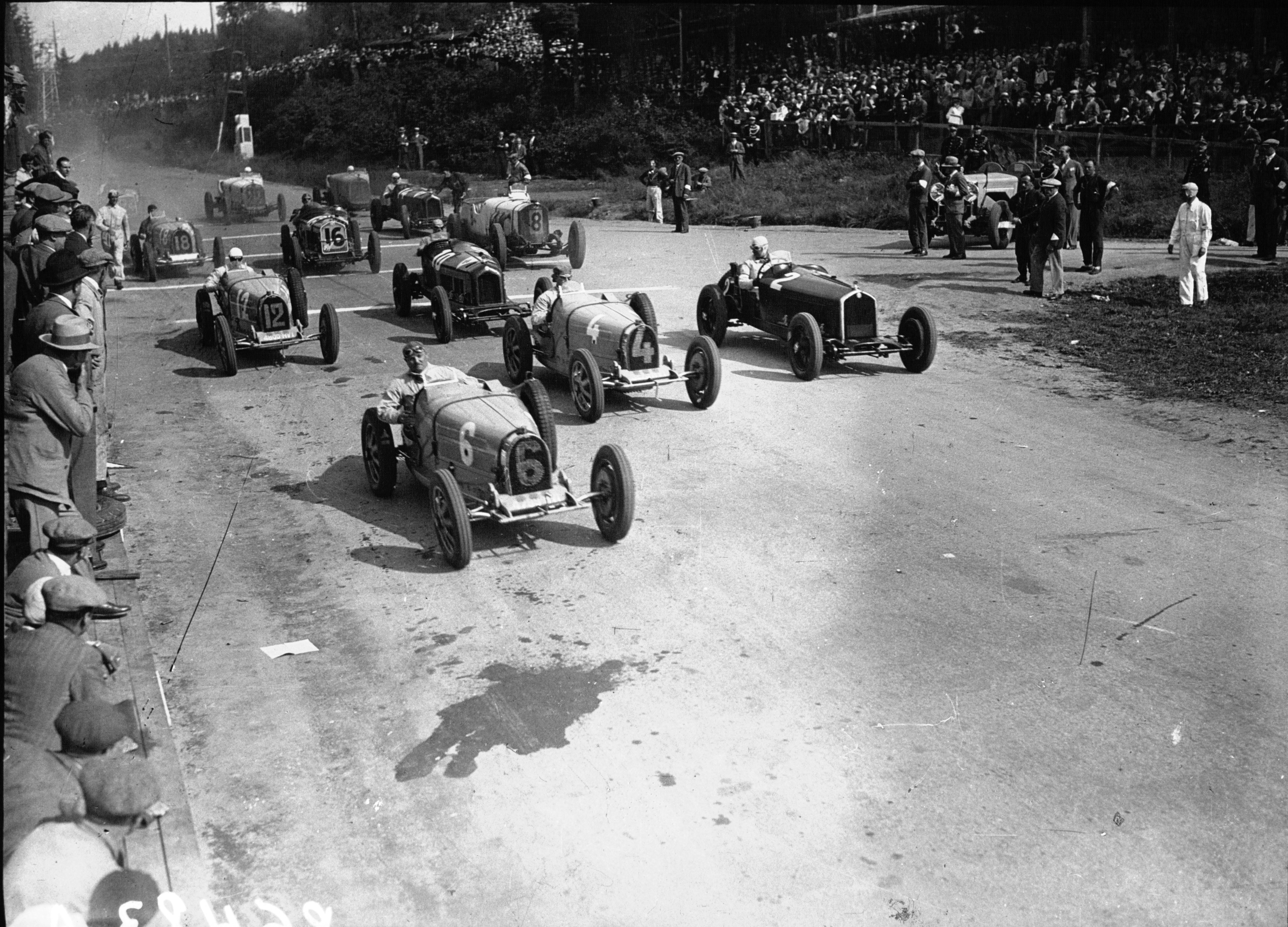
Départ du GP de Belgique 1931.

Durant sa jeunesse passée à Richelieu, il commence à s'intéresser à la mécanique automobile dès l'âge de 10 ans auprès de son père, forgeron de profession.
Arrivé à Paris chez la marque Pinède, il ouvre rapidement son atelier personnel de fabrication d'automobiles, où l'aide son propre père. Mais les affaires stagnent, et il passe alors chez Darracq après son service militaire, jusqu'en 1911. Avant-guerre il est de retour dans sa région natale sur Tours, obtenant une première concession Ford pour son nouveau garage local, puis à la fin des hostilités il ouvre encore un commerce à Paris, ainsi que dans sa banlieue par la suite, comme garagiste-concessionnaire cette fois. Son frère garde l'affaire tourangelle. Charles devient aussi préparateur automobile, en transformant des Ford T pour la compétition, dites les "Ford Montier", entre 1921 et 1923 (période où la voiture s'illustre en remportant des compétitions dès la première année). Puis vient le tour de la Montier "Spéciale", en 1926, avec un moteur de 90CV et une vitesse de pointe de 170 km/h (cette voiture sera la même année deuxième du Grand Prix de La Baule, derrière Louis Wagner sur Delage 2LCV). En 1926 aussi, vraisemblablement son père Henri s'engage de même dans quelques épreuves (notamment le Grand Prix de Provence, où il est deuxième d'une manche qualificative derrière Rost).
Montier participe personnellement aux trois premières éditions des 24 Heures du Mans, entre 1923 et 1925, à trois autres du Grand Prix de Belgique (1930, où il se classe 6e, 1931, où il devient  8e avec "Ducolombier" et où son frère François doit abandonner, et enfin 1934, où il est encore à l'arrivée 5e, à 55 ans), au Grand Prix de France 1930, et au Grand Prix de Saint-Sébastien 1930. Il finit deuxième du Circuit des Routes Pavées en 1930, et troisième du Grand Prix d'Orléans en 1935 (malgré la non reconduction de son contrat par Ford en 1934). 
Son fils Ferdinand (6 septembre 1909 - 8 octobre 1996) poursuit une courte carrière de 1930 à 1933: il est 6e lors des Grand prix de Picardie et de La Baule, en 1932, et 8e du Grand Prix automobile de Saint-Sébastien 1930.
Charles Montier fournit également souvent ses véhicules en côte au belge Armaury Pety de Thozée, qui obtint encore quelques autres succès (dont Asch-Diepenbeek près d'Hasselt en 1923, puis Mont-Theux entre Liège et Spa et La Sarte aux Longs-Thiers près de Huyen deux mois plus tard, en 1924). La voiture Montier "Spéciale" s'illustre aussi lors des Meetings de Spa de 1922 à 1924, en réalisant les meilleurs temps.
Entre autres inventions, on doit à Charles Montier pour l'aviation la lampe d'habitacle Montier et un compas à visibilité latérale durant la première guerre mondiale, puis des procédés de fabrication en usine de l'acétylène comme carburant.

## Palmarès
(une dizaine de succès absolus acquis sur modèles dérivés de la Ford T, qui disparait elle-même des catalogues en 1928)
- Victoire à la Course de côte Saint-Martin 1921 (près de Boulogne-sur-Mer), sur Ford "Montier";
- Victoire à la Course de côte de Malchamps (ou "Coupe de la Meuse") 1922, sur  Ford "Montier" 3L.;
- Victoire à la Course de côte de Falmignoul (ou Sainte-Thérèse) 1922, sur Ford "Montier" 3L. (près de Dinant);
- Victoire à la  Course de côte de Nancy-Boufflers 1923, sur Ford "Montier" 3L. ;
- Victoire de catégorie à la course de côte de Malchamps ("Coupe de la Meuse") 1923, sur  Ford "Montier Spéciale";
- Victoire à la Course de côte de Rouchettes 1924, sur  "Montier Spéciale" (près de Saint-Lô);
- Victoire à la Course de côte de Dinard 1924, sur  "Montier Spéciale" (près de Saint-Lunaire);
- Victoire de catégorie à la course de côte de Malchamps ("Coupe de la Meuse") 1924, sur  Ford "Montier Spéciale";
- Victoire à la Course de côte de Chanteloup 1926, sur "Montier spéciale" 3L.;
- Victoire à la Course de côte de Val-Suzon 1926, encore sur "Montier spéciale" 3L.;
- Victoire à la Course de côte de  Dieppe 1927, sur "Montier Spéciale";
- Victoire à la Course de côte de Fontainebleau 1929, sur "Montier Spéciale" (à La Béhourdière).

## Galerie d'images

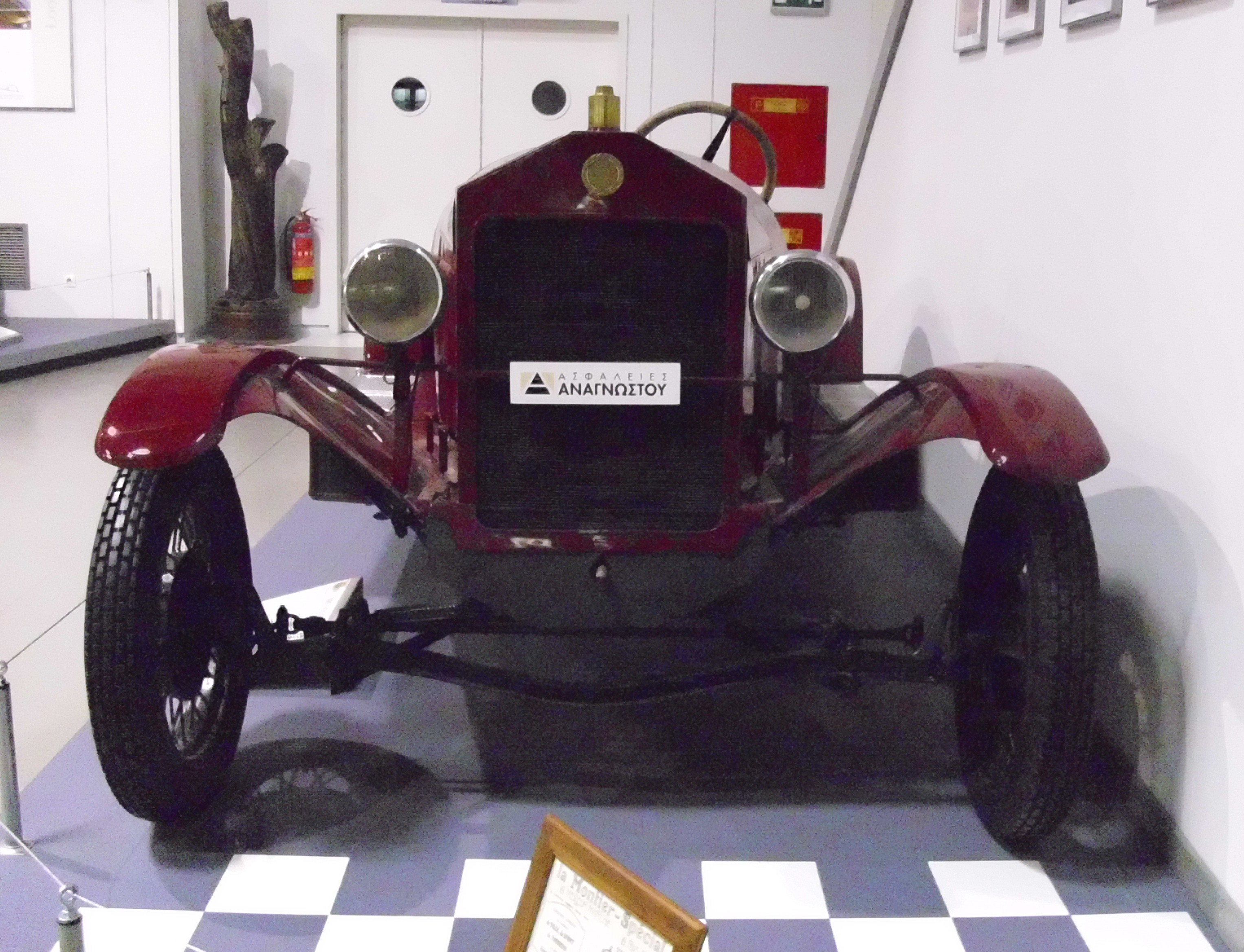
Une Montier...
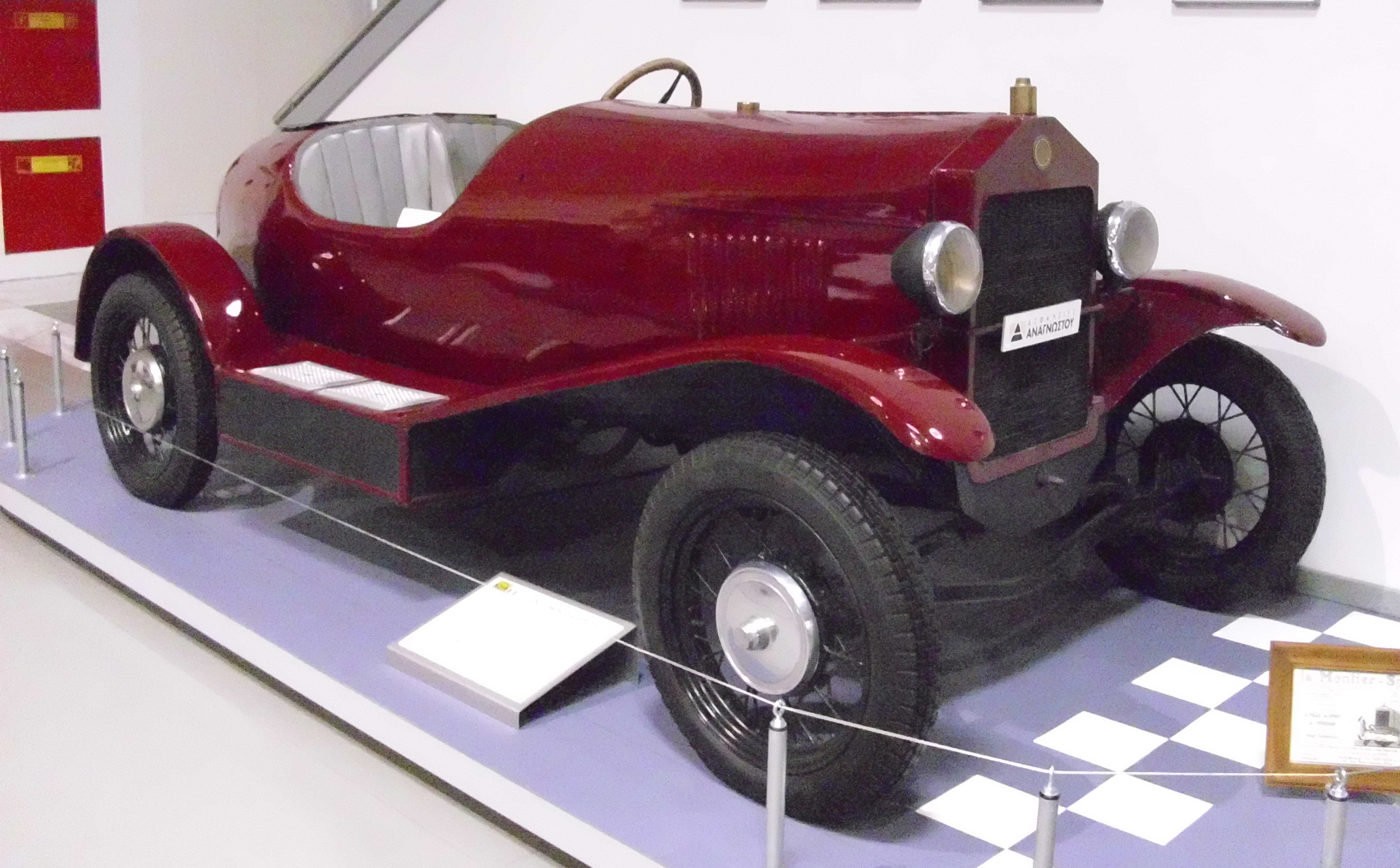
...de 1924.
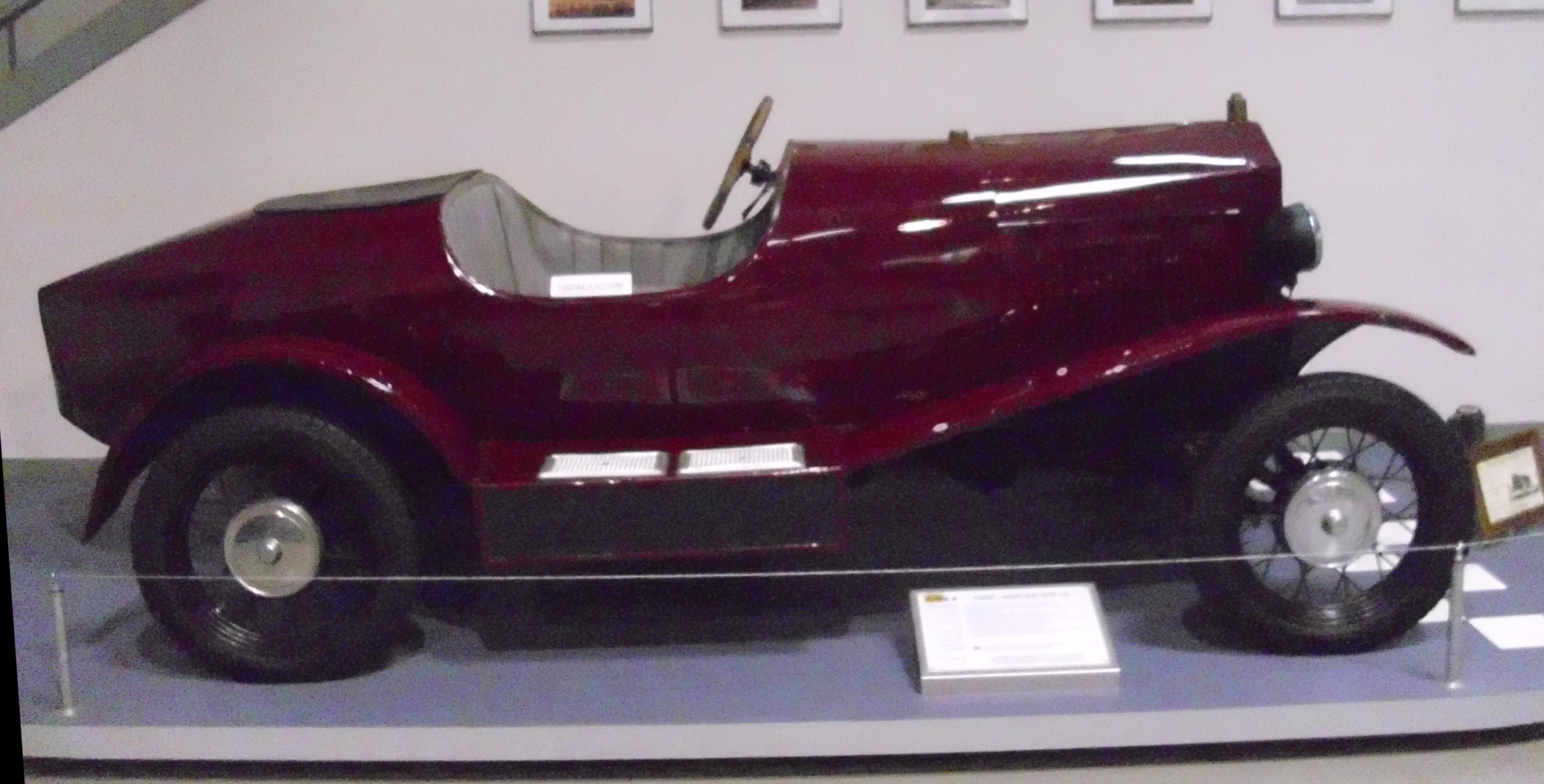
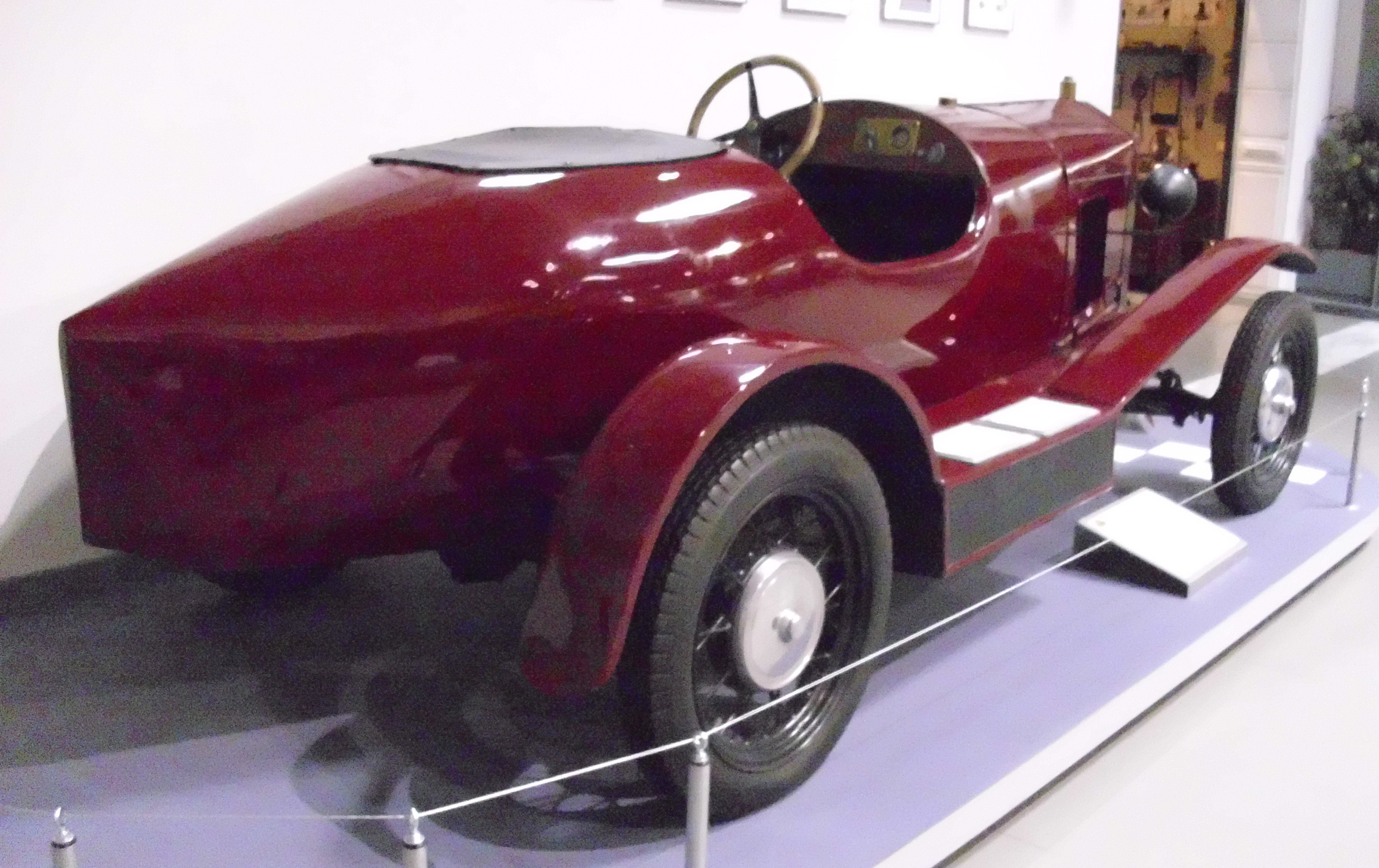
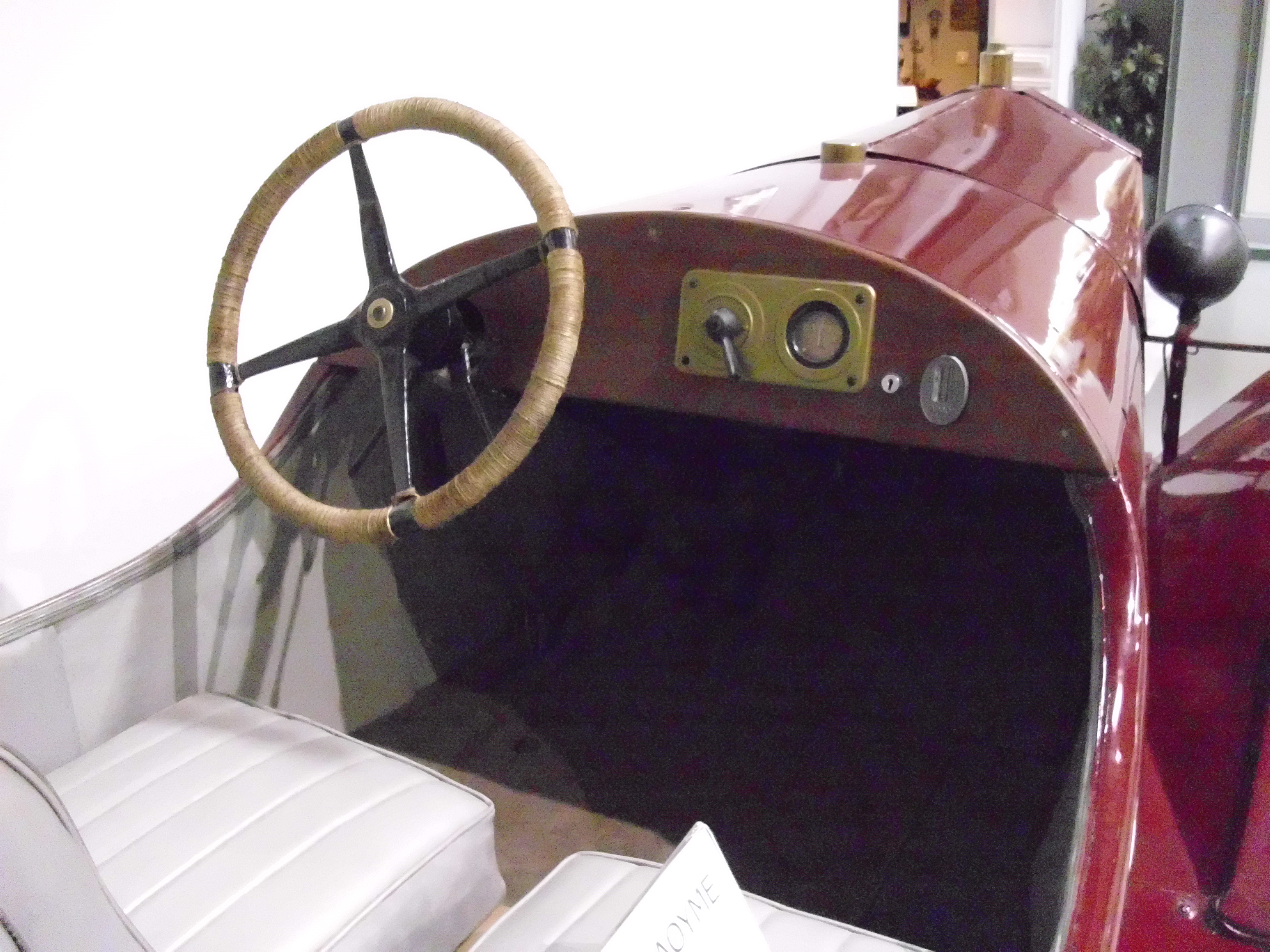
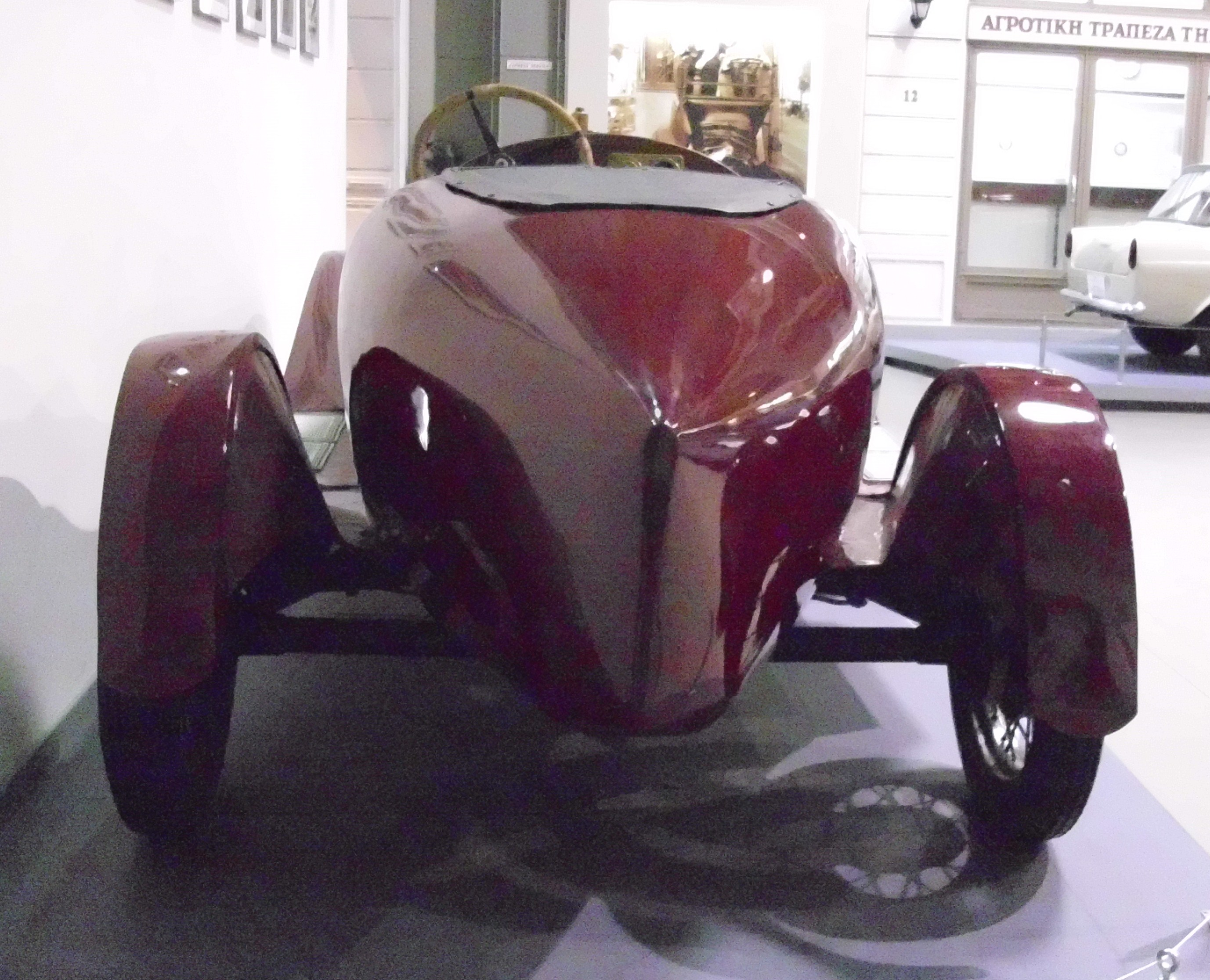